# Buchun-dong
Buchun-dong (koreanska: 부춘동) är en stadsdel i staden Seosan i provinsen Södra Chungcheong, i den västra delen av Sydkorea, 100 km sydväst om huvudstaden Seoul.
I Buchun-dong ligger fotbollsarean Seosan Stadium, invigd 2001, med kapacitet för 19 000 åskådare.